# Sušice
Sušice (in tedesco Schüttenhofen) è una città della Repubblica Ceca facente parte del distretto di Klatovy, nella regione di Plzeň.

## Galleria d'immagini

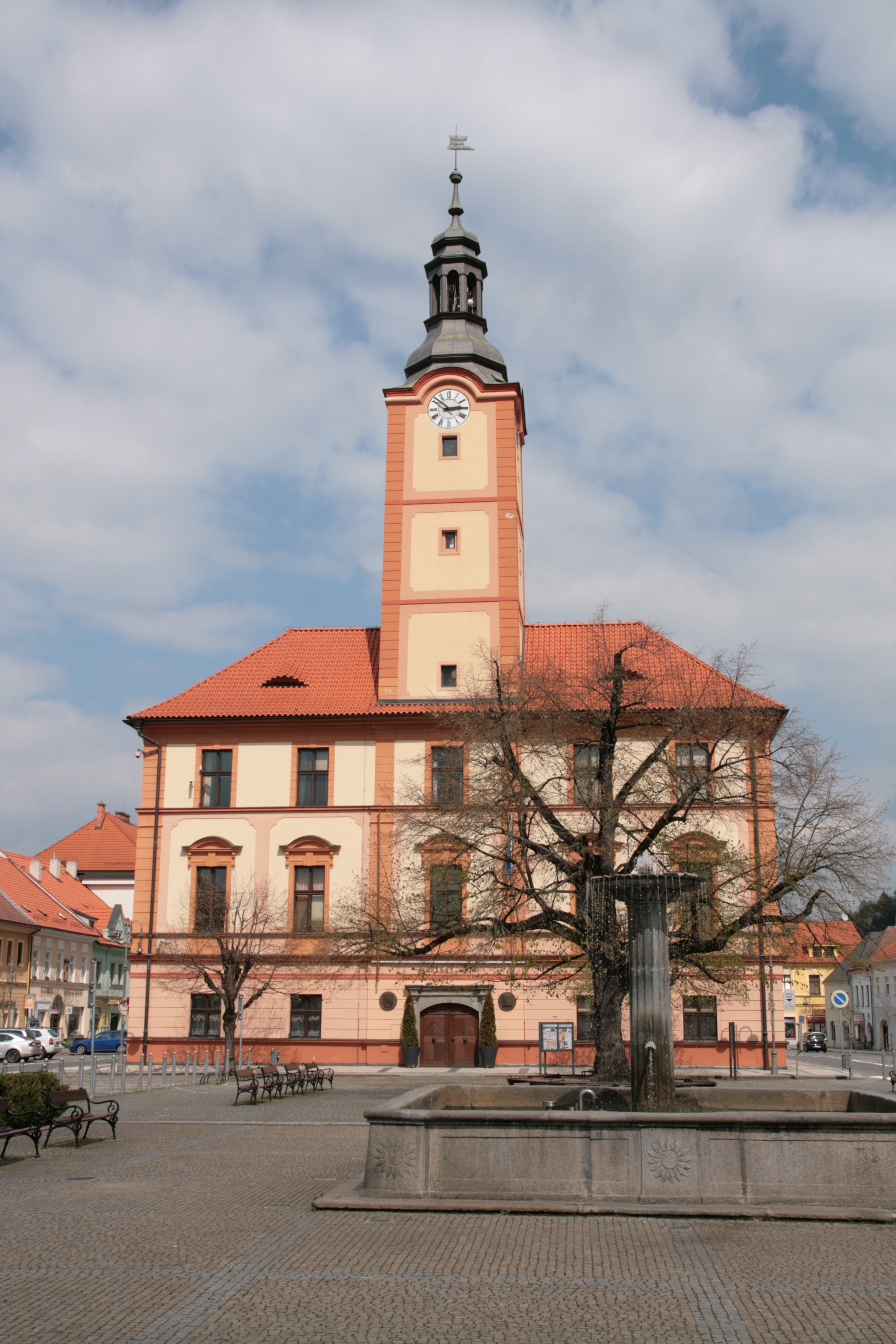
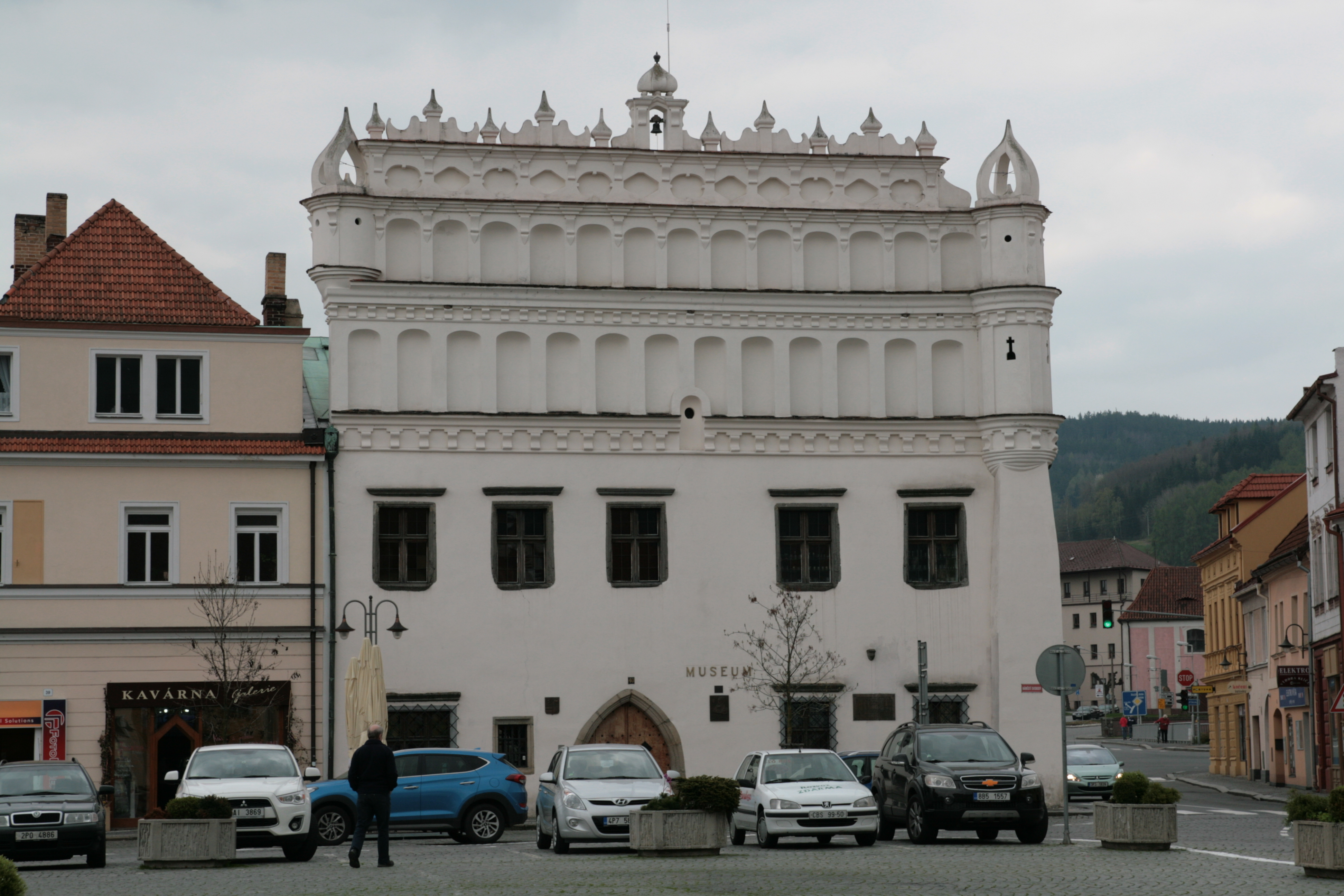
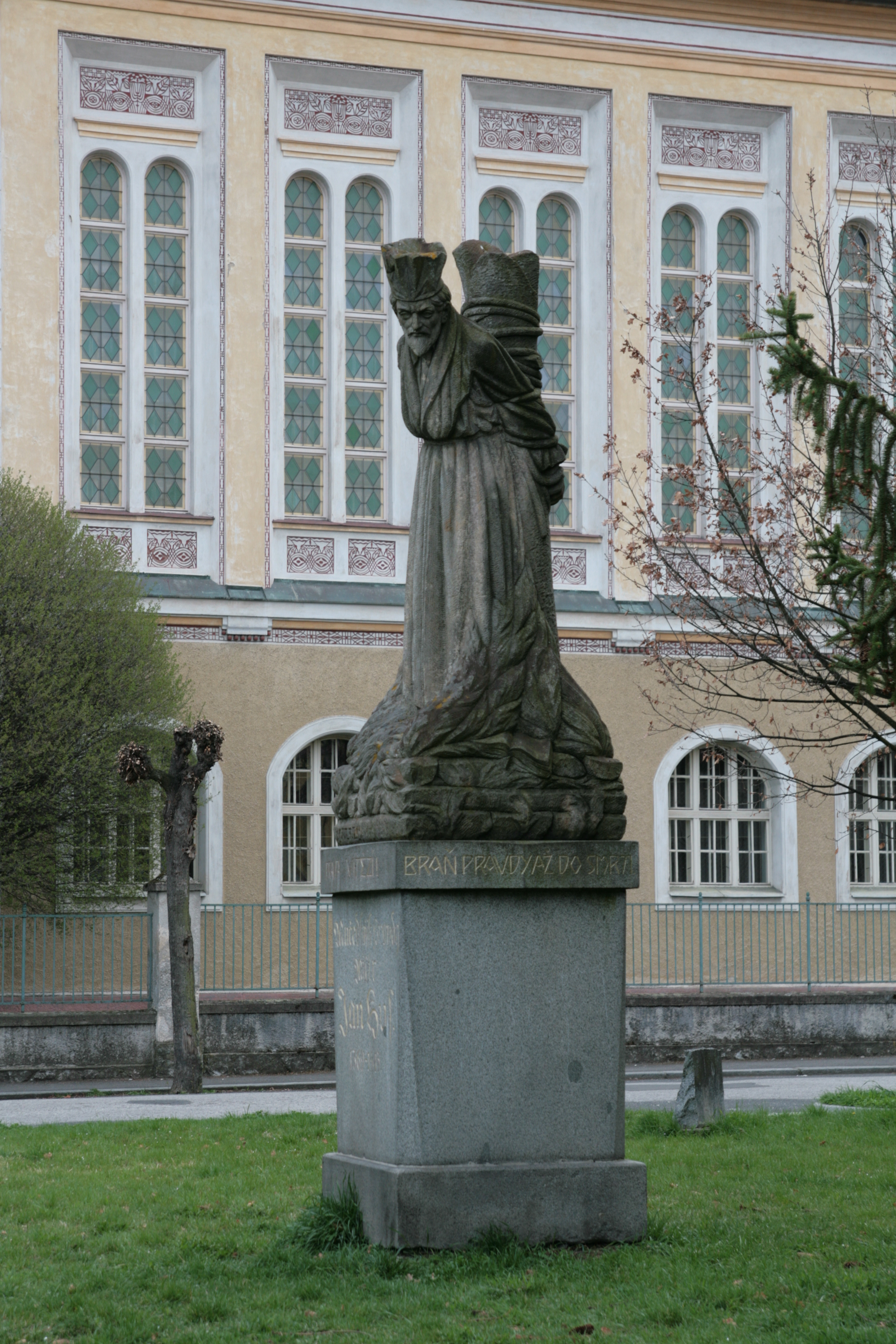